# Harpham
Harpham – wieś w Anglii, w hrabstwie East Riding of Yorkshire. Leży 33 km na północ od miasta Hull i 282 km na północ od Londynu. W 2001 miejscowość liczyła 318 mieszkańców.